# Eve: Valkyrie
Eve: Valkyrie — це багатокористувацька гра-шутер із повітряним боєм, дія якої відбувається у всесвіті Eve Online  і була розроблена для використання технології гарнітури віртуальної реальності. Спочатку запущена для Microsoft Windows для використання з гарнітурою віртуальної реальності Oculus Rift,   CCP Games оголосила, що планує дозволити міжплатформну гру між трьома основними системами VR: Oculus Rift, HTC Vive та PlayStation VR.  У грі, випущеній у березні 2016 року , було два варіанти ігрового режиму: у Chronicles можна було грати в одиночній грі, а Combat дозволяв вісім на вісім бойових місій PvP (гравець проти гравця).  Огляди загалом критикували обмежений сюжет і обмеження режиму для одиночної гри, хоча описаний «аркадний досвід» хвалили за наявність інтуїтивно зрозумілих елементів керування  і «захоплюючих» функцій повітряного бою   з ПК Powerplay назвав це «можливо, найкращим досвідом віртуальної реальності, доступним наразі для платформи [Oculus Rift]».

## Сюжет та ігровий процес
У Eve: Valkyrie гравці видали себе за клонованого пілота-аса, причому пілот нібито пам’ятає попередні смерті та невдачі.  Одного з центральних героїв сюжету, Рана Кавіка, озвучує Кейт Сакхофф. 
У грі дозволявся одиночний режим для навчальних посібників і кілька «дослідницьких» рівнів, хоча станом на вересень 2016 року гра в основному була зосереджена на повітряних боях PvP (гравець проти гравця).  Після початкових місій Valkyrie розділяється на два варіанти ігрового режиму: у Chronicles можна було грати в одиночній грі, а Combat дозволяв вісім на вісім бойових місій PvP. 
У червні 2016 року була додана функція пілота винищувача «траншея»  як частина безкоштовного патча з новим геймплеєм.  Новий ігровий режим Carrier Assault з оновленням включав три етапи ігрового процесу, фінальною з яких є «забіг у траншею, як із Зоряних воєн» у центр корабля.  Серед інших змін, пов’язаних із патчем, були «Борота підсилення», які збільшували швидкість при проходженні, нова «карта для кількох гравців Crossroads», нові режими гри та нова бонусна функція, яка надається кожному гравцеві в кінці матчу. Головне меню також було переглянуто, додано додаткове нове «тактичне» меню, яке показує всіх активних гравців та їхню статистику під час багатокористувацьких матчів.  Станом на вересень 2016 року гра була доступна лише гравцям з гарнітурою Oculus Rift  через ПК і гравцям з гарнітурою PSVR на PlayStation, хоча CCP оголосила, що гра дозволить грати на різних платформах з іншими майбутні системи. 

## Розвиток
Під час розробки він називався EVE-VR, поки ще був технічною демонстрацією.  Спочатку Eve: Valkyrie була демо-версією, створеною декількома розробниками CCP як стороннім проєктом у вільний час, а потім демонстрація була показана на EVE Fanfest наприкінці квітня 2013 року  Поки гра перебувала на ранній стадії розробки в жовтні 2013 року, CCP стверджували, що вони «думали про» додавання одиночної кампанії до EVE: Valkyrie. На той час демоверсія була лише багатокористувацькою і зосереджена переважно на повітряних боях. 
Хоча ігрова консоль або операційна система для гри спочатку не повідомлялися, у лютому 2014 року CCP оголосила, що Eve: Valkyrie розробляється для ексклюзивного використання в Microsoft Windows з на той час невипущеною гарнітурою віртуальної реальності Oculus Rift. 
У травні 2014 року CCP оголосила, що в грі використовуватиметься движок Unreal Engine 4, який замінить движок Unity.  За словами розробників, вихідний код для оригінальної демонстрації був повністю переписаний командою з 24 осіб для роботи з новим двигуном.  На той час також було оголошено, що окрім Windows PC, гра також буде сумісна з Project Morpheus від Sony (тепер під назвою PlayStation VR) на PlayStation 4, і гра буде готова до початку 2015 року, але дата запуску відкладена, щоб збігтися з роздрібною версією Oculus Rift. 
19 березня 2015 року CCP оголосила, що в Eve: Valkyrie розпочато фазу попереднього альфа-тестування, яка доступна лише для запрошених гравців.  У той час CCP також підтвердила, що гра буде випуском для Oculus Rift і PlayStation VR, без чітких дат випуску жодної версії. Було підтверджено, що версії схожі, але не дозволятимуть грати на різних платформах для гравців, які використовують інше обладнання. 

## Релізи
Eve: Valkyrie була запущена для Microsoft Windows 28 березня 2016 року, слугуючи назвою для запуску гарнітури віртуальної реальності Oculus Rift від Facebook, причому гра надходить у комплекті з кожним попереднім замовленням пристрою.  5 квітня 2016 року CCP Games оголосила, що гра отримає підтримку для HTC Vive у 2016 році  У березні 2014 року CCP оголосила, що планує ввімкнути кросплатформну гру між трьома основними системами віртуальної реальності: Oculus Rift, HTC Vive і PlayStation VR, причому дві останні версії на той час ще не були випущені.  Очікується, що версія для PlayStation VR від Sony буде випущена в жовтні 2016 року   з призначеною датою 13 жовтня  Станом на вересень 2016 року гра постачалася безкоштовно з кожною версією набору Rift Consumer Version 1 для Oculus Rift. 
26 вересня 2017 року CCP випустила Eve: Valkyrie - Warzone на ПК і PlayStation 4, усунувши вимогу віртуальної реальності та дозволивши кросплатформену багатокористувацьку гру. 
У жовтні 2017 року CCP припинила всі розробки VR для Eve: Valkyrie та інших проєктів VR. 
Станом на 5 серпня 2022 року CCP офіційно вимкнула всі сервери для гри, через що гру неможливо було грати. 

## Рецепція
Eve: Valkyrie отримала «змішані або середні» відгуки, згідно з агрегатором оглядів Metacritic.   Гра отримала неоднозначну або позитивну рецензію в PC Powerplay як «одну з найкрасивіших ігор для запуску віртуальної реальності» та «можливо, найкращий досвід віртуальної реальності, доступний наразі для платформи [Oculus Rift]. Попри похвалу за досвід VR і перші кілька годин гри, рецензент написав, що гра є «також яскравим прикладом того, що ми все ще знаходимося на першому поколінні VR-ігор — заберіть гарнітуру VR, і насправді є надзвичайно неглибокий досвід тут». 
Він також отримав неоднозначну рецензію в PC Gamer, де Метью Гілман написав, що «досвід аркадної гри» — це «належний видихання вголос, коли можна побачити ворожі кораблі, що проносяться повз і мати можливість стежити за ними, повертаючи голову в реальному житті, коли вони йдуть». Найбільш миттєво захоплює і, можливо, дивує у всьому цьому... те, наскільки все це інтуїтивно зрозуміло». Далі Гілман назвав функції повітряних боїв «дуже задовільними» та «негайним і чітким задоволенням від відеоігор». Однак Гілман критикував елементи сюжету та ігрового процесу, висловлюючи розчарування через час, необхідний для оновлення кораблів, і повторення рівнів як для одного гравця, так і для кількох гравців, стверджуючи, що в «багатокористувацькій грі ви нескінченно граєте через ті самі карти, як частину вісім сильних команд. Без наративу, який би стримав події, і з тим, що бойові дії зводяться до видовища над законною тактичною війною, все швидко старіє». 
Це було розглянуто в Game Informer, і Метт Бертц написав, що «внутрішній досвід сидіння в цій футуристичній кабіні є найбільшою перевагою... потенціал для визначального досвіду VR є тут, тому надзвичайний брак переконливого контенту який сором."  Його також розглянули в журналі CG Magazine, який похвалив елементи керування та можливість дивитися та бачити ворожі кораблі, написавши: «Елементи керування жорсткі, вони чудові та їх легко взяти в руки, особливо в порівнянні з чимось більш орієнтованим на симулятор, як-от друга космічна гра Elite : Небезпечно ». Огляд назвав сюжет «цікавим», але «досить поверхневим», хоча стверджував, що повітряний бій був «захоплюючим» і «я ще не знайшов більш задовільного досвіду для кількох гравців у віртуальній реальності». Огляд відзначив брак гравців для заповнення багатокористувацьких матчів станом на вересень 2016 року, причому рецензент прогнозує, що кількість з часом зросте.  Голландський оглядовий сайт Gamer.nl також високо оцінив візуальні ефекти та інтуїтивне відчуття польоту у VR, особливо в багатокористувацькому режимі та в навчальних посібниках. Однак в огляді критикувалися повторення та обмеження в одиночному режимі, а також певні технічні аспекти ігрового процесу. 